# Ludvig Schytte
Ludvig Theodor Schytte (28. dubna 1848, Aarhus, Dánsko – 10. listopadu 1909, Berlín) byl dánský pianista, hudební skladatel, hudební pedagog a lékárník. Jeho starší bratr Henrik Vissing Schytte byl hudební kritik.

## Život
Původně vystudoval chemii, teprve později se začal věnovat hudbě, kterou studoval u Nielse Wilhelma Gadea a Edmunda Neuperta. Díky stipendiu v roce 1884 odešel do Německa, kde pokračoval v hudebním studiu nejprve ve Výmaru u Ference Liszta a později v Berlíně. V letech 1886 až 1907 žil ve Vídni a poté v Berlíně, kde také zemřel.

## Rodina
V roce 1873 se oženil s Juttou Octavií Liebertovou.

## Dílo (výběr)
- Hrdina – opera (1898)
- Mameluk – opereta (1903)
- Student ze Salamancy – opereta (1909)
- Koncert pro klavír a orchestr (op. 28)
- Sonáta B dur pro klavír (op. 53)
- 25 malých etud (op. 108)
- Španělská noc (op. 114)